# Perochirus
Perochirus es un género de gecos de la familia Gekkonidae. Son gecos nocturnos y arbóreos. Se encuentran en varias islas del Océano Pacífico, como Micronesia o Japón.

## Especies
Se reconocen las siguientes tres especies:
- Perochirus ateles (Duméril, 1856)
- Perochirus guentheri Boulenger 1885
- Perochirus scutellatus (Fischer, 1882)